# 柑子林
柑子林，原寫為柑仔林，是台灣南投縣國姓鄉的一個傳統地域名稱，位於該鄉西南部。相較於今日行政區，其範圍大致包括柑林村西半部不含西北端邊界地帶、大石村西南半部、南港村北端邊界地帶。

## 歷史
台灣清治末期至日治初期，柑子林地區為一街庄，稱為「柑仔林庄」，隸屬於北港溪堡。該庄北邊西側隔烏溪與墘溪灣庄為界，北邊東側及東邊隔南港溪與內國姓庄為界，東南邊及南邊為北山坑庄，西邊為雙冬庄、龜仔頭庄。
1901年（日治明治三十四年）11月，全台廢縣廳改設二十廳，該庄隸屬於南投廳。1903年（明治三十六年）6月，該庄編入「北港溪區」，隸屬於南投廳。1909年（明治四十二年）10月，合併二十廳為十二廳，北港溪區仍隸屬於南投廳。1920年（大正九年），全台地方制度大改正，廢十二廳改設五州二廳，該庄改制並雅化為「柑子林」大字，隸屬於臺中州新高郡國姓庄。
中華民國統治台灣後國姓庄改制為國姓鄉，隸屬於臺中縣，大字亦改制為村。1950年10月，中、彰、投分治，國姓鄉改隸屬南投縣。

## 聚落
本地區發展較早的聚落有柑仔林（下打剪）、打剪（上打剪）等，在日治期初期的官方地圖上已有記載。此外，本地區尚有草魚潭、舊柑仔林、肉桂湖、樟湖、公司頂、菅蓁巷等聚落。

## 交通
國道6號又稱「水沙連高速公路」，是霧峰至埔里的橫貫高速公路，大致以西向東由本地區西北部邊界中央偏南處的國姓一號隧道入境後，繞大彎轉東南沿本地區東部近邊界地帶而行，後於本地區東南部邊界北側出境。境內未設交流道，西側最近的是國姓交流道，東側最近的是北山交流道（僅東出西入），均以連絡道與省道台14線相接。由此等向西行可前往草屯、萬斗六的舊正、丁臺南部並止於國道3號霧峰系統交流道；由國姓交流道向東行可前往埔里西郊的愛蘭、埔里、埔里端並止於省道台14線路口。
省道台14線（中正路二段～四段）是彰化至南投廬山的幹道，大致以西南西—東北東走向由本地區北部凸出部分的西部邊界北側入境後，繞大彎轉東南再轉南經南港溪育樂橋出境後，大致沿南港溪右岸繞行本地區東部邊界外緣轉東南再轉東遠離。由該道路向西南西繞大彎轉南南西可前往國道6號國姓交流道連絡道路口、草屯、芬園、彰化中庄子並止於省道台1線路口；向東可前往國道6號北山交流道連絡道路口、埔里、仁愛（霧社）、廬山等地。
縣道133號（國姓路、舊中正路二段）是葉厝至柑子林的道路，其南側端點位於本地區北端的省道台14線路口。由此向東南東轉北北東過南港溪國姓橋出境後，可前往國姓市區、水長流地區的葉厝並止於省道台21線路口。
縣道147號（舊中正路四段、南港路）是北山坑至車崙坪的道路，其北側端點位於本地區東南端凸出部分東北角外緣南港溪北山橋北側的省道台14線路口。由此向東南跨北山橋後轉南微西再轉南南東經國道6號高架橋下後可前往北山坑南部、社子地區北部凸出部分東側並止於縣道131號路口。